# I Don't Wanna
"I Don't Wanna" é uma canção da cantora norte-americana Aaliyah. Escrita e composta por Johntá Austin, Jazze Pha, Donnie Scantz, e Kevin Hicks, com produção dos últimos dois, a canção foi inicialmente lançada na trilha sonora de Next Friday (1999) e posteriormente incluída na trilha sonora de Romeo Must Die (2000). 
Foi lançada em janeiro de 2000 como um single promocional somente nos Estados Unidos, onde alcançou a 35ª posição da Billboard Hot 100 a quinta colocação na parada de Hot R&B/Hip-Hop Songs. Internacionalmente, "I Don't Wanna" foi lançada como um single duplo com "Come Back in One Piece".

## Recepção da crítica
Damien Scott do Complex sentiu que a música poderia ter se encaixado bem no segundo álbum de estúdio de Aaliyah, One in a Million. De acordo com Scott, "I Don't Wanna" era uma gravação taciturna que teria se encaixado perfeitamente em One in a Million, graças às suas notas sombrias, entrega interrompida e honestidade abrasiva". Ele também sentiu que era a música perfeita para alguém passando por um rompimento amoroso. Quentin B. Huff, do PopMatters, elogiou a música dizendo: "I Don't Wanna" mostra uma ode para reacender o amor, muitas vezes em uma entrega quase dupla, algo como "Confessions, Part II" de Usher ou "We Belong Together" de Mariah Carey".

## Legado
Em 2020, a revista Rolling Stone considerou "I Don't Wanna" como um clássico do R&B dos anos 1990, citando "os vocais suaves de Aaliyah, combinados com seu comportamento equilibrado e estilo discreto, fizeram dela uma em um milhão", ao passo que a canção é um "vislumbre de um gênio musical que partiu cedo demais". Ao longo dos anos, artistas de R&B e hip-hop, influenciados por Aaliyah, utilizaram samples de "I Don't Wanna" em suas canções, entre elas: "Rock Bottom" (2009) de Pleasure P e Lil Wayne, "Aaliyah" (2017) de Tory Lanez e "Dirty K" (2021) de Kodak Black. Em 2022, a cantora SZA fez uma interpolação de "I Don't Wanna" na faixa "Love Language", presente em seu álbum SOS.

## Tabelas musicais

### Tabelas semanais
| Tabelas musicais (2000)                                         | Melhor posição |
| --------------------------------------------------------------- | -------------- |
| Estados Unidos (Billboard Hot 100)                              | 35             |
| Estados Unidos - Adult R&B Airplay (Billboard)                  | 25             |
| Estados Unidos - Hot 100 Airplay (Billboard)                    | 26             |
| Estados Unidos - Hot R&B/Hip-Hop Songs (Billboard)              | 5              |
| Estados Unidos - Mainstream Hot R&B/Hip-Hop Airplay (Billboard) | 3              |
| Estados Unidos - Radio Songs (Billboard)                        | 26             |
| Estados Unidos - Rhythmic Songs (Billboard)                     | 22             |
| Estados Unidos - R&B/Hip-Hop Streaming Songs (Billboard)        | 33             |
| Estados Unidos - R&B/Hip-Hop Airplay (Billboard)                | 3              |

### Tabelas de fim de ano
| Tabelas musicais (2000)                            | Melhor posição |
| -------------------------------------------------- | -------------- |
| Estados Unidos (Billboard Hot 100)                 | 96             |
| Estados Unidos - Hot R&B/Hip-Hop Songs (Billboard) | 25             |